# 1864
1864. је била преступна година.

## Догађаји

### Фебруар
- 17. фебруар — Јужњачка подморница „Ханли“ је у Америчком грађанском рату у Чарлстону у Јужној Каролини потопила северњачки брод „Хустаник“, што се сматра првим успешним нападом подморнице на ратни брод у историји поморског ратовања.

### Март
- 14. март — Енглески истраживач Самјуел Бејкер је открио други извор реке Нил у источној Африци и назвао га Албертово језеро.

### Април
- 7−18. април — Битка код Дипела
- 8. април — Конфедерацијска војска је однела победу у битка код Менсфилда чиме је заустављено напредовање војске Уније.
- 22. април — Амерички Конгрес одобрио је ковање два цента, прве америчке кованице која је носила речи "In God We Trust".

### Мај
- 9. мај — Битка у Хелголандском заливу (1864)

### Јул
- 19. јул — Победом у Трећој бици за Нанкинг кинеска династија Ћинг је угушила Тајпиншки устанак.

### Август
- 15. август — 6. септембар – Великогоспојинска народна скупштина у Београду
- 20. август — Кинмон инцидент

### Септембар
- 28. септембар — У Лондону је основана Прва интернационала, за коју је оснивачки документ под називом „Инаугурална адреса и Статут“ написао Карл Маркс.

### Датум непознат
- Википедија:Непознат датум — септембар-новембар — Први поход на Чошу

## Рођења

### Април
- 10. април — Михаел Мајр, аустријски политичар (†1922)

### Јун
- 11. јун — Рихард Штраус, немачки композитор. (†1949)

### Јул
- 14. јул — Едуард Енгелман, аустријски клизач и бициклиста. (†1944)
- 31. јул — Лујо Адамовић, ботаничар и професор универзитета. (†1935)

### Август
- 23. август — Елефтериос Венизелос, грчки политичар

### Новембар
- 24. новембар — Анри де Тулуз-Лотрек, француски сликар. (†1901)

## Смрти

### Фебруар
- 7. фебруар — Вук Стефановић Караџић, српски филолог, етнограф и историчар (*1787)

### Јул
- 13. јул — Хенрик Дембињски, пољски генерал